# Los Callejones de Turquía
Los Callejones es una localidad rural chilena ubicada a 14 km de la localidad de San Rosendo, es parte de la comuna de San Rosendo en la Región del Biobío y en la provincia homónima. 
Conocida por su mundo rural y por contar con una de las cepas de vino malbec más antiguas de Chile y Sudamérica, ya que algunas de sus parras tienen más de 160 años de antigüedad.

## Historia
Se desconoce el año exacto en que este sector comenzó a ser poblado y no existen escritos que cuenten los inicios del lugar. Gran parte de la historia que existe es producto de los relatos que los antiguos pobladores contaban a sus hijos y que se han traspasado de generación en generación. 
Todo este sector, que incluye las actuales localidades de Turquía, Los Callejones y La Quebrada, era conocido con el único nombre de «Turquía», pues aquí había grandes fundos que atraían a gente de diferentes sectores a trabajar sus tierras. Se dice que Turquía tomó ese nombre debido a que en esta zona del San Rosendo Rural se asentó una familia de origen árabe hace aproximadamente más de un siglo. Se dice también que esta familia se dedicó a recorrer los campos y vender productos relacionados con la industria textil. Justo en el lugar donde ellos arribaron existía una estación, la cual servía a la comunidad rural de antaño para trasladar en tren vinos y productos del campo hacia las ciudades. Con el paso de los años esta estación comenzó a ser conocida como «La estación de los turcos», para finalmente terminar siendo llamada solo como Turquía. 
Los sectores actualmente llamados Turquía, Los Callejones y La Quebrada durante mucho tiempo fueron conocidos como uno solo, el cual era nombrado simplemente como Turquía, siendo los últimos dos conocidos como Los Callejones de Turquía y La Quebrada de Turquía.
En "El Callejón", camino principal del lugar,  se realizaban carreras a la chilena  cuando se conmemoraba el día de la Celebración de Inmaculada Concepción de María, conocida también como «la Purísima», festividad por la que este sector era ampliamente conocido en el mundo rural de aquellos tiempos, se cree que por este motivo el sector se le llamó de esa manera.

## Población
Según el Censo del año 2017, Los Callejones cuenta con una población total de 94 habitantes y 53 viviendas, lo que lo ubica dentro de la denominación de caserío, siendo una de las localidades rurales más pobladas de la comuna de San Rosendo.
Sus habitantes son principalmente pequeños agricultores y ganaderos.
En su pasado, este sector rural era un asentamiento mucho más poblado, pero la escasez de fuente laboral y las malas condiciones de vida en el campo, motivaron a las nuevas generaciones a tener que abandonar esta localidad y buscar una mejor vida en las ciudades (migración campo/ciudad). Esto ha provocado el envejecimiento de la población del lugar, por lo que sus residentes son principalmente personas mayores. 

## Geografía
Los Callejones tiene una geografía bastante accidentada, repleta de colinas, cerros y quebradas que en ciertos lugares le dan la apariencia de un valle, también tiene extensas planicies con suaves relieves utilizadas para la agricultura.
Por sus territorios pasa uno de los caudales que alimentan al estero tricauco, el cual nace en el sector rural La Quebrada, producto de diferentes cursos de agua provenientes de los cerros, para finalmente desembocar en el río Claro.

## Religión
Históricamente la religión predominante en Los Callejones ha sido el catolicismo, siendo la mayor parte de sus habitantes fieles a este credo.
En el pasado, las personas hacían largas caminatas, a pie o a caballo, para ir a celebrar festividades religiosas a Rere y Yumbel, entre las cuales las más importantes eran la Pascua de Rere y la celebración de San Sebastián de Yumbel.

### Capilla "San Isidro"
El terreno donde fue construida esta capilla fue donado por Don Pedro Rozas, pero él falleció antes de que esto se hiciera legal. Sin embargo, la promesa quedó y su yerno Andrés Rozas Rozas respetó lo que su suegro había acordado y concretó esta donación.

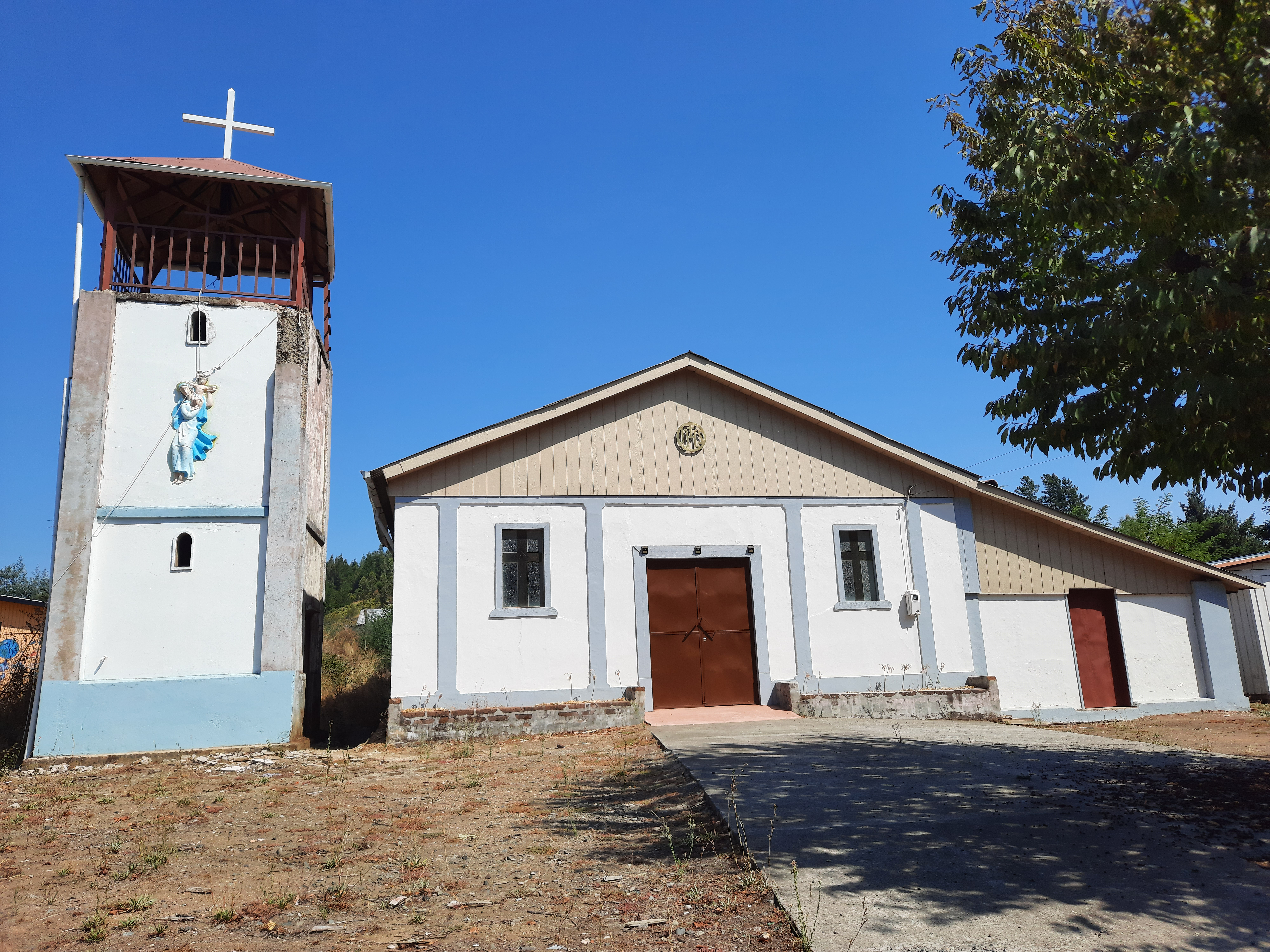
Capilla "San Isidro" Fotografía Año 2021. Aún se logran ver en ella marcas del feroz terremoto del año 2010.

Construida en adobe y madera, esta capilla y su campanario son parte importante de la historia del sector.
Gracias a la gestión, organización y trabajo de los vecinos, motivados por el anhelo de tener un lugar digno para profesar su fe católica y recibir las misiones provenientes de Rere y San Rosendo, un 6 de marzo de 1960 fue inaugurada bajo el nombre de "Capilla San Isidro".
Durante algunos años, salas anexas a la capilla sirvieron de escuela, ya que el sector carecía de una.
Sufrió diversos daños producidos por el terremoto del 2010.
En las festividades importantes para el mundo católico recibe fieles de todas las comunidades rurales cercanas.
Es la capilla más antigua y grande que aún existe y está activa dentro del mundo rural sanrosendino.
La cúpula del campanario y el interior de la iglesia han sido restaurados progresivamente; no obstante, aún es posible ver los daños que produjo el movimiento telúrico anteriormente mencionado.

## Educación
Por muchos años la gran falencia del sector fue el no tener una escuela en condiciones óptimas para que sus niños pudieran adquirir conocimientos. Hubo diferentes lugares que sirvieron de escuela, entre ellos las casas de algunos vecinos, pero estos no eran lugares que pudieran albergar a una gran cantidad de estudiantes.  
Según algunos antecedentes, alrededor del año 1940 nació la primera escuela del sector, en la que fuera una vieja casona de adobe perteneciente a la familia Valenzuela. Aquí se cursaba de 1° a 4° básico, sus primeros profesores fueron la Sra. Georgina Belmar y Don Osvaldo Santander. Posteriormente, el dueño del Fundo San Eloy, Don Pedro Rozas, donó un terreno para la construcción de la iglesia y posta del sector, aquí se construyen salas anexas a la Iglesia para trasladar la escuela a este lugar y brindar mejores condiciones al alumnado. 

### Escuela G-1139 "Los Callejones"

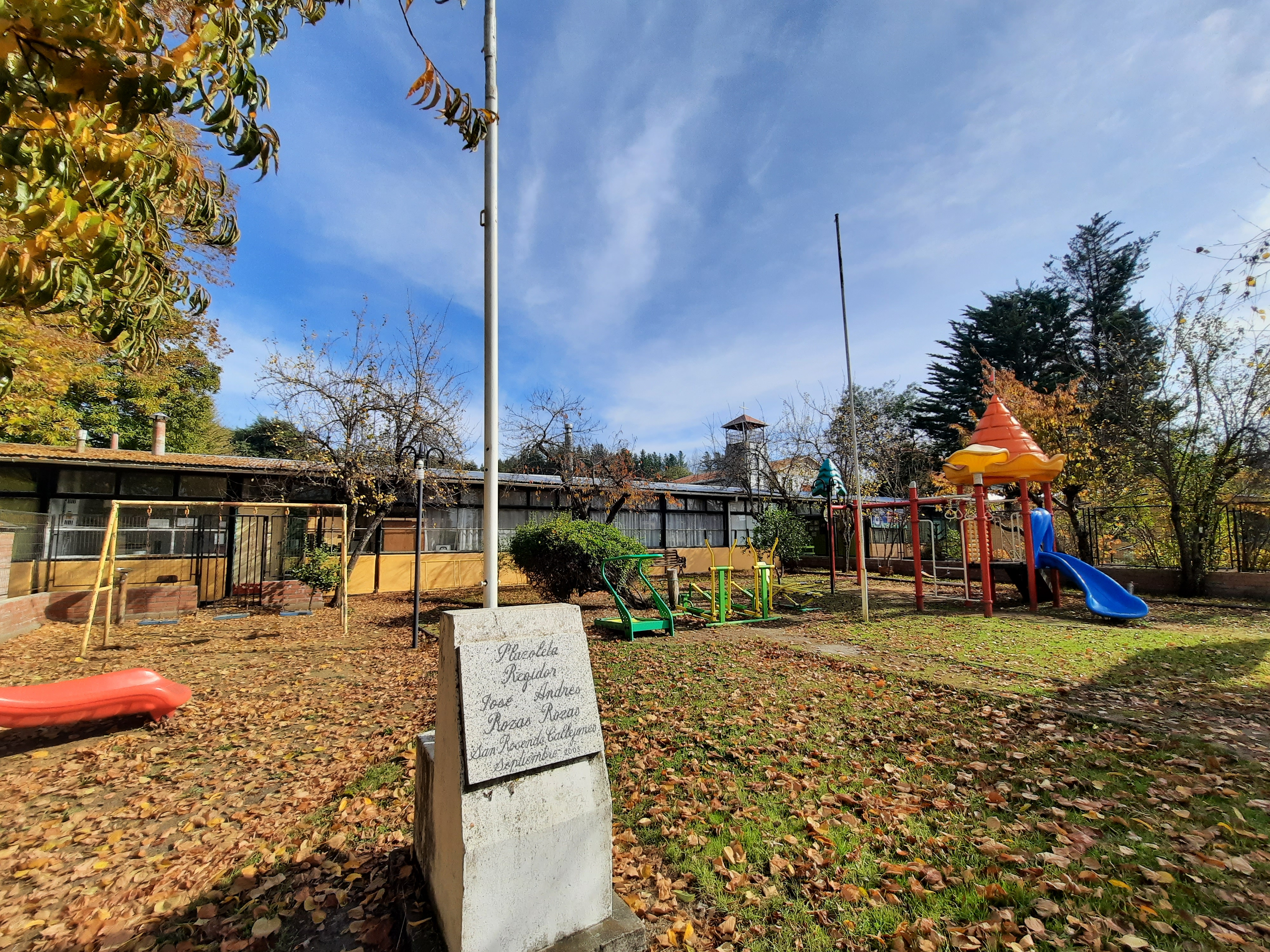
Escuela Básica G-1139 "Los Callejones" y su plazoleta con juegos. Fotografía Otoñal Año 2021

La construcción de esta escuela fue posible gracias al trabajo colectivo de los vecinos del sector y a la cooperación de quienes fueron los primeros profesores que tuvo este establecimiento educacional.
Fue necesario realizar muchos beneficios, entre ellos ramadas y ventas de comida. Todas estas actividades eran comandadas por una junta directiva que tenía como única meta el crear una escuela para los niños del sector de Los Callejones.
El terreno donde fue construida la escuela fue donado por Don Pedro Rozas, pero él falleció antes de que esto se hiciera legal. La promesa quedó y su yerno Andrés Rozas Rozas respetó lo que su suegro había acordado y concretó esta donación.
Fue inaugurada en el año 1970 bajo el nombre de "Escuela Mixta N°54" esta escuela en sus inicios era mantenida y abastecida por la comuna de Yumbel.
La primera directora de este establecimiento fue la Sra. Benita Raquel Hernández Vergara, desde 1967 a 1978; posterior a ella, asumió este cargo el Sr. José Alberto Fuentes Guzmán desde 1978 a 2013, año en que se jubila; actualmente, la encargada de la dirección es la Sra. Susana Leiva Luengo, desde el año 2014.   
La escuela básica G-1139 ha educado por generaciones a los niños de Callejones y de sectores rurales aledaños a este. 
En el año 1981, la Escuela Mixta N°54 es traspasada a la administración municipal a cargo de la Ilustre Municipalidad de San Rosendo, cambiando su nombre a Escuela Básica G-1139 "Los Callejones". 
Hasta 1982 sus enseñanzas solo abarcaban desde 1° a 6° año básico. En 1983 amplía la cobertura educacional incorporando el 7° año básico y al año siguiente el 8° año básico.
Desde al año 2002 al año 2010, este establecimiento incluyó las enseñanzas de Pre-Kinder y Kinder las cuales fueron cerradas debido a disminución de la natalidad en el campo, y la posterior la falta de niños correspondientes a este nivel educacional.
En el año 2014 se fusionan los cursos de 1° a 6° año básico, quedando en funcionamiento un curso multigrado y otro compuesto por la fusión de 7° y 8 año básico.
Ha sido reconocida durante años por sus buenos resultados académicos en la prueba SIMCE a nivel comunal, provincial, regional e incluso nacional.

## La Pérgola de Callejones

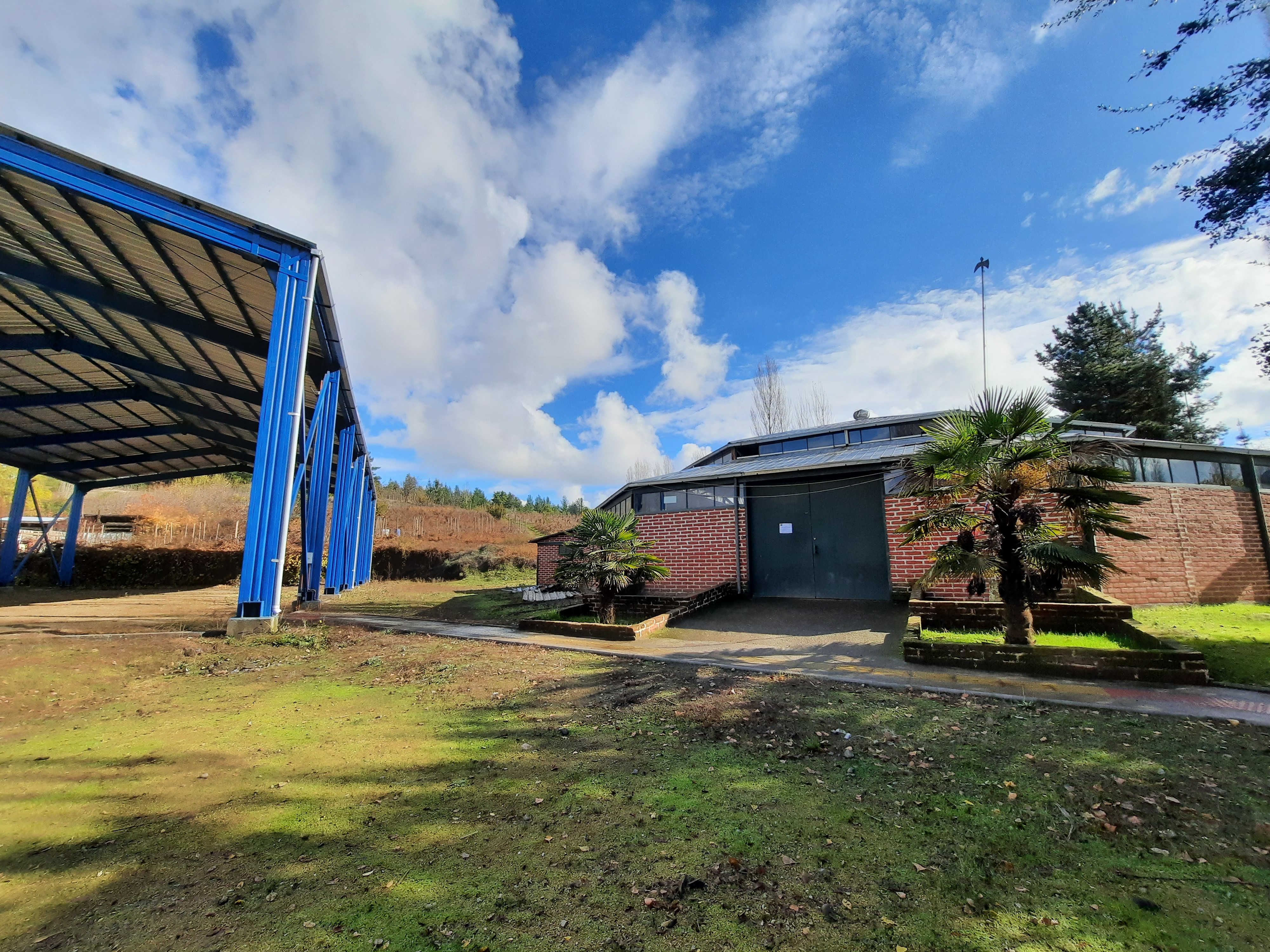
"La Pérgola" usada como sede social y centro de eventos por la Junta de Vecinos "La Esperanza". Fotografía Año 2021.

Dada la necesidad de crear un espacio para las diversas actividades del sector, la Junta de Vecinos "La Esperanza" se organizó para crear "La Pérgola", para esta hazaña fueron necesarias rifas, bingos y fiestas a beneficio, todas ellas comandadas por los mismos habitantes del sector rural. 
Construida en ladrillo y metal, esta pérgola es fruto del trabajo y la unión de la comunidad.
Anualmente es utilizada para la realización de "La fiesta de la Vendimia", el pago de pensionados, actividades municipales y como sede de reuniones de la junta de vecinos.

## Lugares Destacados

### Laguna de Callejones

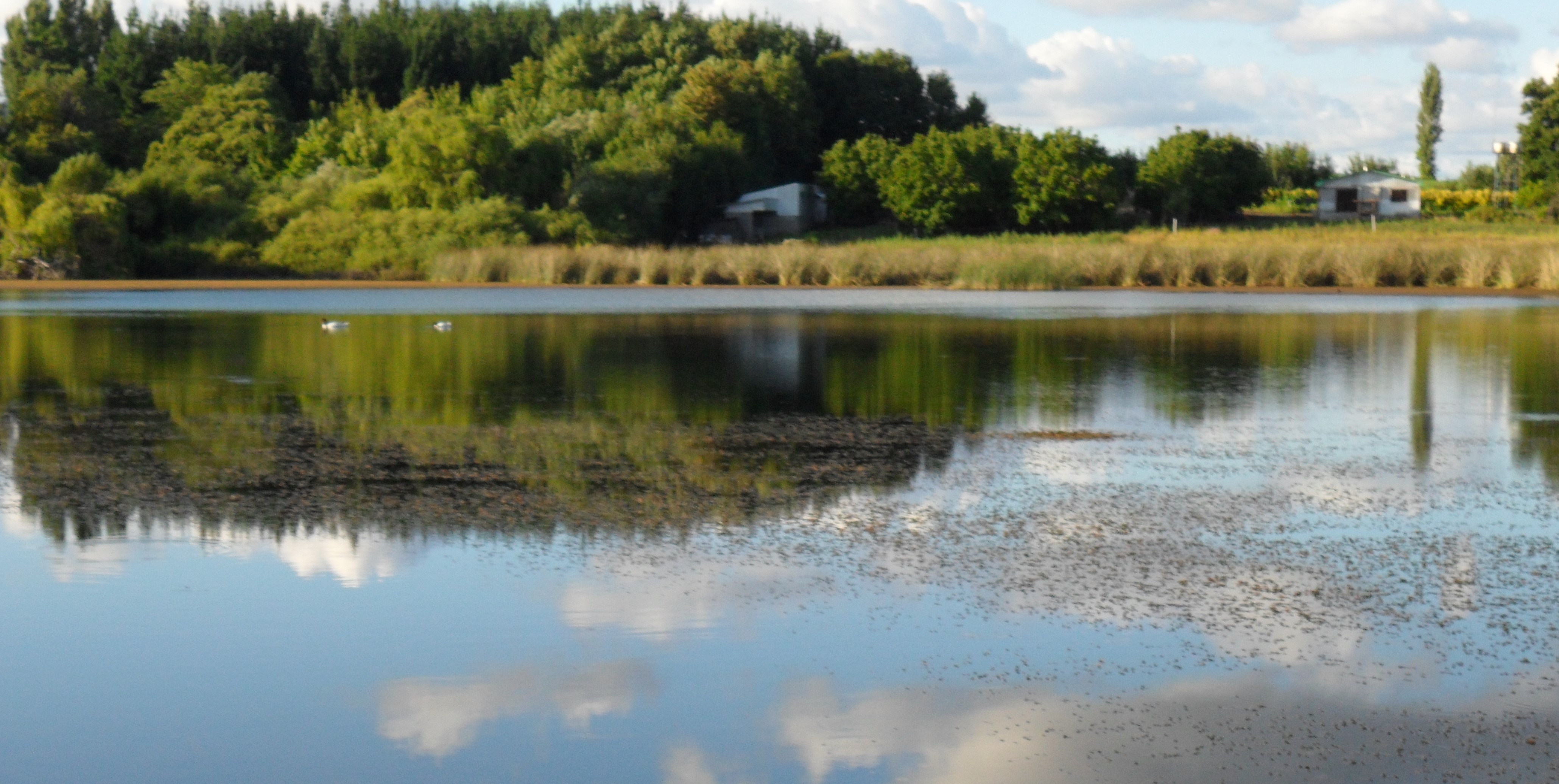
Laguna de Los Callejones Año 2011.

Conocida por gran parte de la población local como "La Laguna de las Mardones"  debido a que cerca de ella vivían dos hermanas de ese apellido, este humedal es el único de tipo laguna ubicado en la comuna de San Rosendo y está desapareciendo año a año debido a las plantaciones forestales que desde la década del 30-40 llegaron al sector, las cuales debido a las características de los monocultivos han disminuido aceleradamente las fuentes de agua del Sector.
Poseía una rica biodiversidad animal y vegetal, era común ver taguas, carpas, patos, libélulas, coipos, sapos, ranas, cisnes de cuello negro, diferentes tipos de plantas acuáticas y un sinnúmero de insectos.
Hoy en día solo es posible ver una mínima parte de esa antigua biodiversidad y su cantidad de agua se ve disminuida en gran medida.

### Casona de la Familia Cuevas

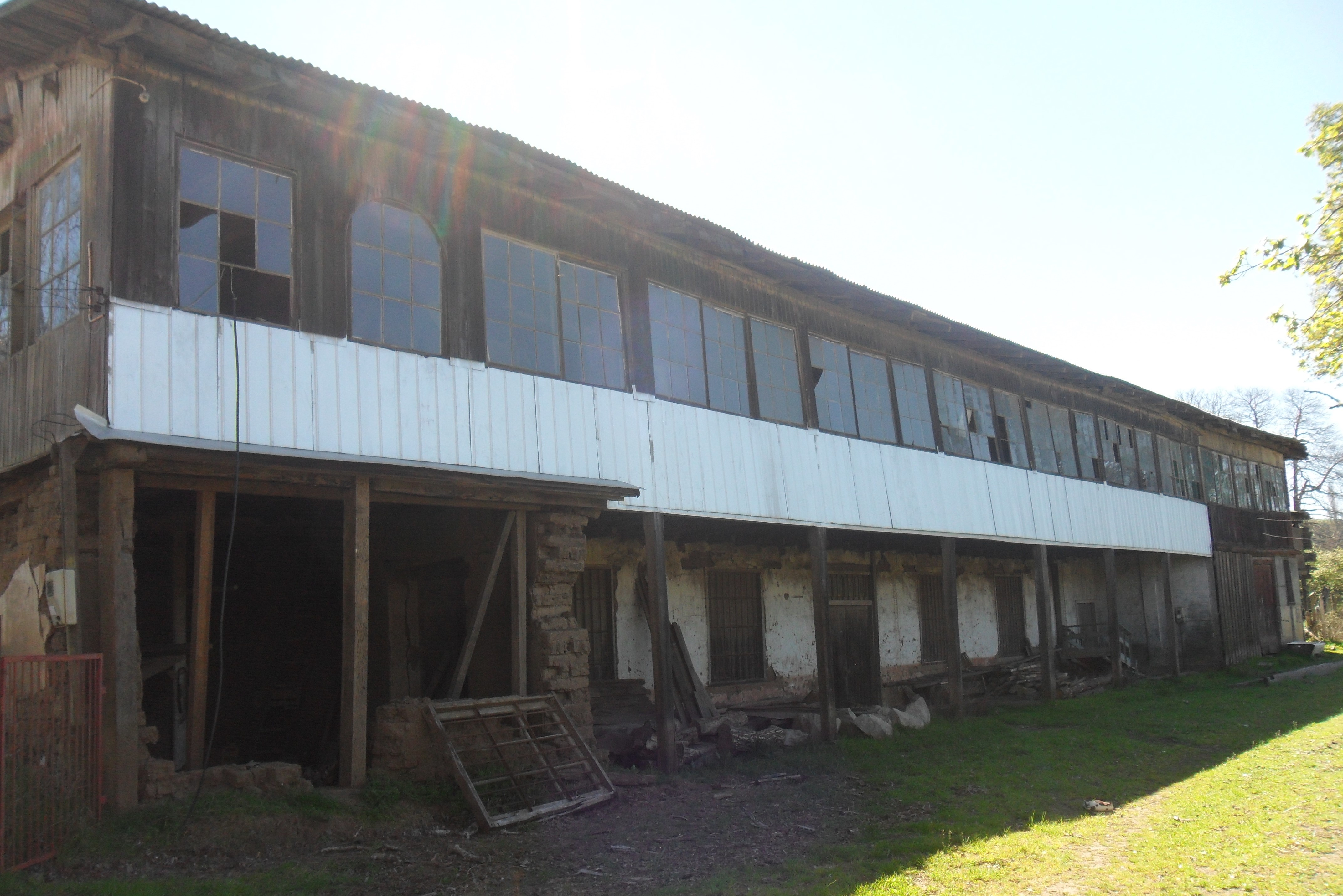
Casona de la Familia Cuevas, fotografía del año 2013

El año en que esta casona fue edificada es inexacto, pero se cree que fue construida a mediados del siglo XX y era propiedad de la Familia Cuevas.
Esta vivienda es de una arquitectura atípica a la que se estaba acostumbrada ver en el sector de aquellos años, construida la mayor parte en madera, con espaciosas bodegas de adobe, grandes ventanales y largos corredores.
La Familia Cuevas era muy reconocida en el antiguo mundo rural de esta vasta región de San Rosendo conocida como Turquía, poseían un fundo que daba empleo a mucha gente, además tenían grandes viñedos desde los que se producían los mejores vinos del sector, siendo estos vinos los utilizados para las misas de la época. 
Antes de que existiera la capilla "san isidro", esta casona era utilizada para el recibimiento de las misiones provenientes desde las Iglesias de Rere y San Rosendo.
Esta edificación, fue el lugar donde se comenzó a dar vida al sueño de crear una nueva Iglesia en Los Callejones, ya que anteriormente había existido una, pero se encontraba destruida.  
Para reunir fondos, se gestó el realizar "veladas", las cuales eran fiestas en las que se cobraba entrada, se vendía comida y eran presentados diferentes números artísticos tales como música en vivo, bailes y obras de teatro. 
En 2010, esta casona sufrió daños provocados por el terremoto que afectó a esta zona.

### Viñas Malbec

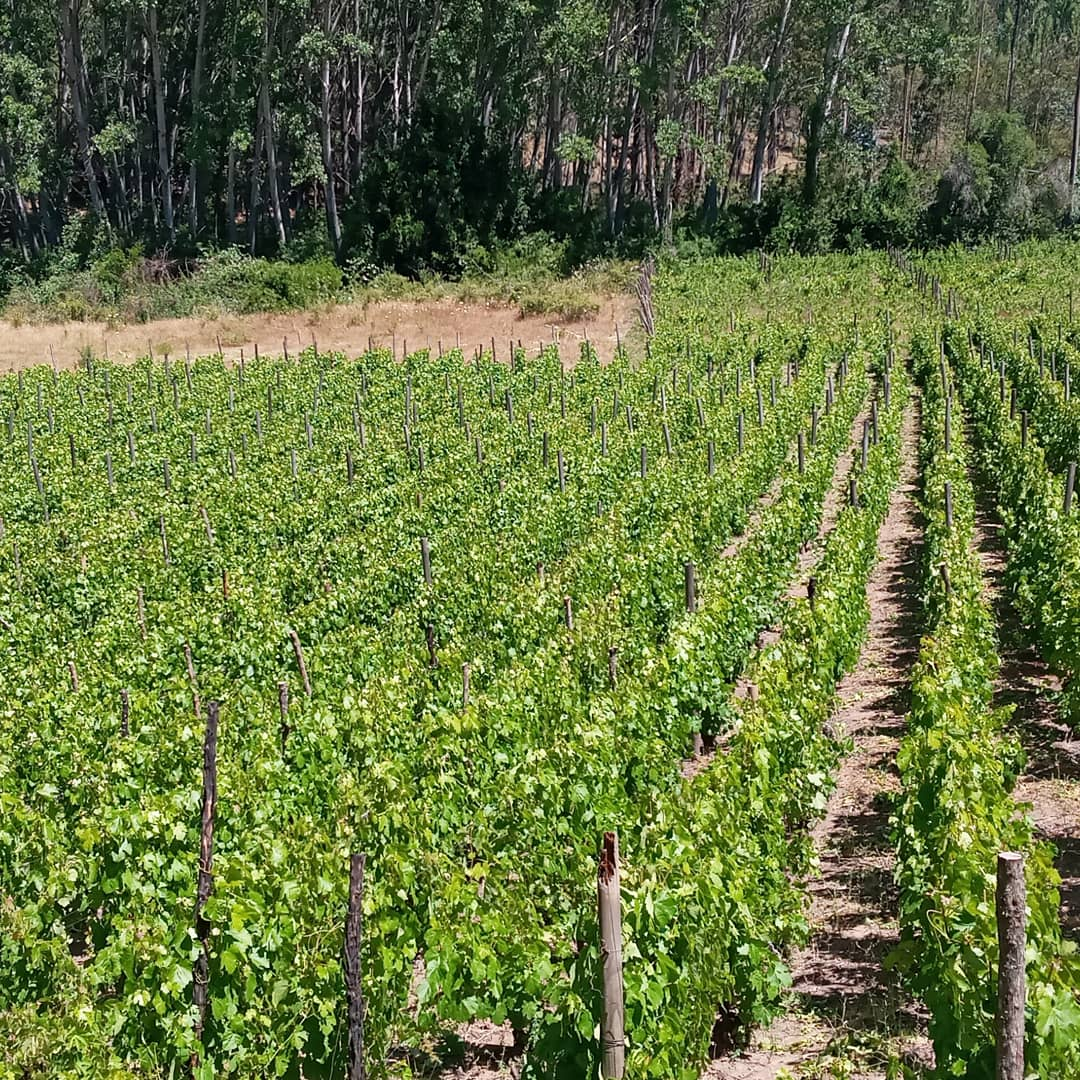
Viñedos Malbec. Viña San Benito, fotografía del año 2020

En Callejones históricamente se han elaborado variados vinos, la localidad tiene como característica visual principal sus cerros repletos de viñas. Entre esta gran variedad de vinos había una variedad que por su intenso color era conocido localmente como burdeo, ocupado principalmente para ser mezclado con otros vinos y así mejorar el color de estos. No fue hasta el año 2011, pasado el terremoto del año 2010 que esta es redescubierta por enólogos contratados por el programa PRODESAL, fue luego de esto que se valoró como la fina cepa de vinos Malbec. La particularidad es que corresponden a las parras de Malbec más antiguas de Chile y Sudamérica con más de 160 años, lo que las hace únicas en el cono sur.
Se cree que estas parras llegaron a Callejones debido a que los Misioneros Jesuitas las trajeron consigo en el siglo XlX y las asentaron en la zona. 
Actualmente, en Los Callejones hay dos viñas que cosechan esta vetusta y codiciada variedad de vinos, Viña "San Benito" y Viña "Sanroke".  

## Relatos

### El Cuero
El cuero es un ser mitológico chileno/mapuche bastante conocido, y esta comunidad tiene su propia versión del relato.
Parte de la mitología de este sector ronda en torno a la laguna del sector, lugar donde se cuenta que por las tardes el agua se cubría de negro por una entidad extraña.
Los relatos dicen que “El cuero”  tenía un solo ojo y era muy grande, tanto así que cubría toda la laguna, la que en el pasado era del triple del tamaño que es hoy. Los pobladores del lugar evitaban el pasar por ahí a ciertas horas del día , ya que se decía que, si te acercabas a la laguna entre las 12 p. m. y las 3 p. m. esta criatura aparecía por un instante y te podía ahogar en las aguas de la laguna. Se comentaba que la muerte del padre de las señoritas Mardones había sido de esta manera, puesto que este hombre murió ahogado en la laguna, siendo la primera víctima de la que se tiene registro.

### La Piedra del Molino

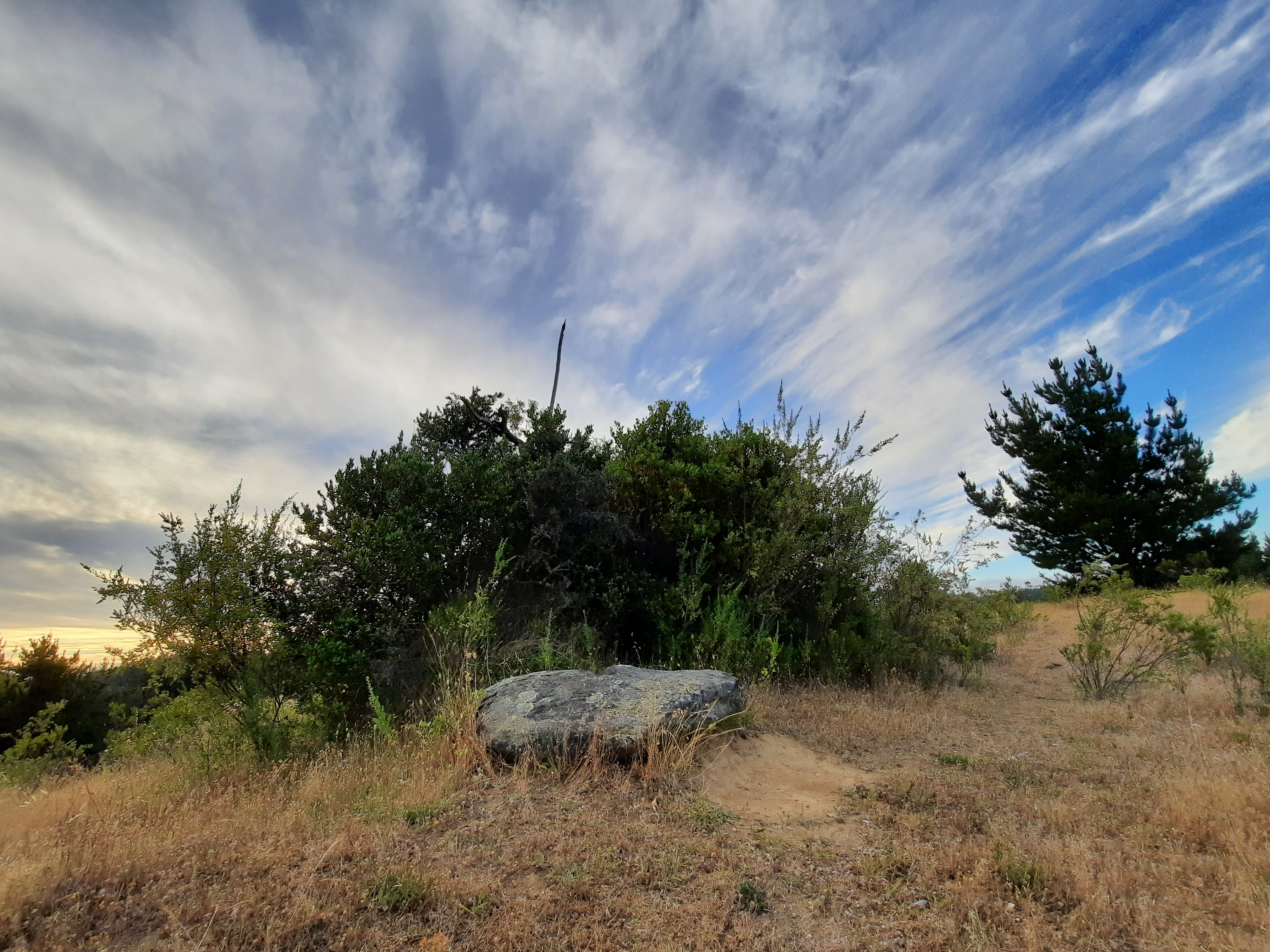
Originalmente la piedra estaba ubicada en medio de los boldos que se ven al fondo.

La piedra del molino es una roca de forma circular un tanto irregular, se dice que estaba siendo traída desde Rere con la finalidad de ser parte de uno de los molinos que en aquella época estaba establecido en Río Claro. Se cuenta que estaba siendo trasladada en una carreta tirada por una yunta de bueyes, la cual sufrió un desperfecto en el camino, teniendo que dejar la roca abandonada en el lugar en que venían. Este lugar está ubicado en una colina, cercano a un antiguo camino que era muy transitado para llegar a Rere. 
Con el paso del tiempo comenzó a correr localmente el mito de que bajo esta piedra estaba alojado un "entierro" que contenía una olla repleta de oro y joyas, dicho entierro nunca ha podido ser encontrado, a pesar de que la piedra fue arrastrada para explorar bajo ella en la búsqueda del tesoro.